# Kondanahalli, Malur
Kondanahalli là một làng thuộc tehsil Malur, huyện Kolar, bang Karnataka, Ấn Độ.